# 栄沢幸二
栄沢 幸二（えいざわ こうじ、1935年 - 2024年11月29日）は、日本の政治史学者、専修大学名誉教授。

## 略歴
富山県下新川郡入善町生まれ。富山県立入善高等学校卒業、1958年東京教育大学農学部林学科卒業、1961年同社会科学科法律政治学専攻卒業、1964年法政大学大学院社会科学研究科修士課程政治学専攻修了、1968年東京教育大学大学院文学研究科博士課程政治学専攻退学。1968年信州大学教養部専任講師、1972年助教授、1985年専修大学法学部教授。2006年定年、名誉教授。1987年松本三之介との共同研究で朝日学術奨励金を授与される。

## 著書
- 『大正デモクラシー期の政治思想』研文出版 1981
- 『日本のファシズム』教育社歴史新書（日本史）1981
- 『大正デモクラシー期の教員の思想』研文出版 1990
- 『大正デモクラシー期の権力の思想』研文出版 1992
- 『「大東亜共栄圏」の思想』講談社現代新書 1995
- 『近代日本のナショナリズム』青山社 2001
- 『近代日本の仏教家と戦争 共生の倫理との矛盾』専修大学出版局 2002

## 論文
- <栄沢幸二